# Kapsel (Medikament)

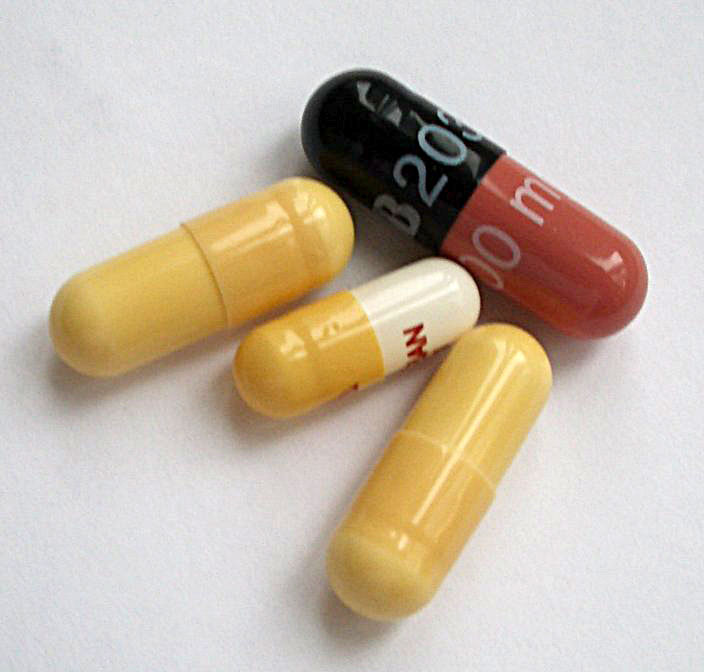
Kapseln, beschriftet, geschlossen

Eine Kapsel ist eine feste Arzneiform, die eine festgelegte Dosis eines Arzneistoffes darreicht. Meist werden Kapseln peroral angewandt, es gibt aber auch Kapseln zur vaginalen oder rektalen Anwendung, sowie als Vordosierungsoption bei Pulverinhalatoren.

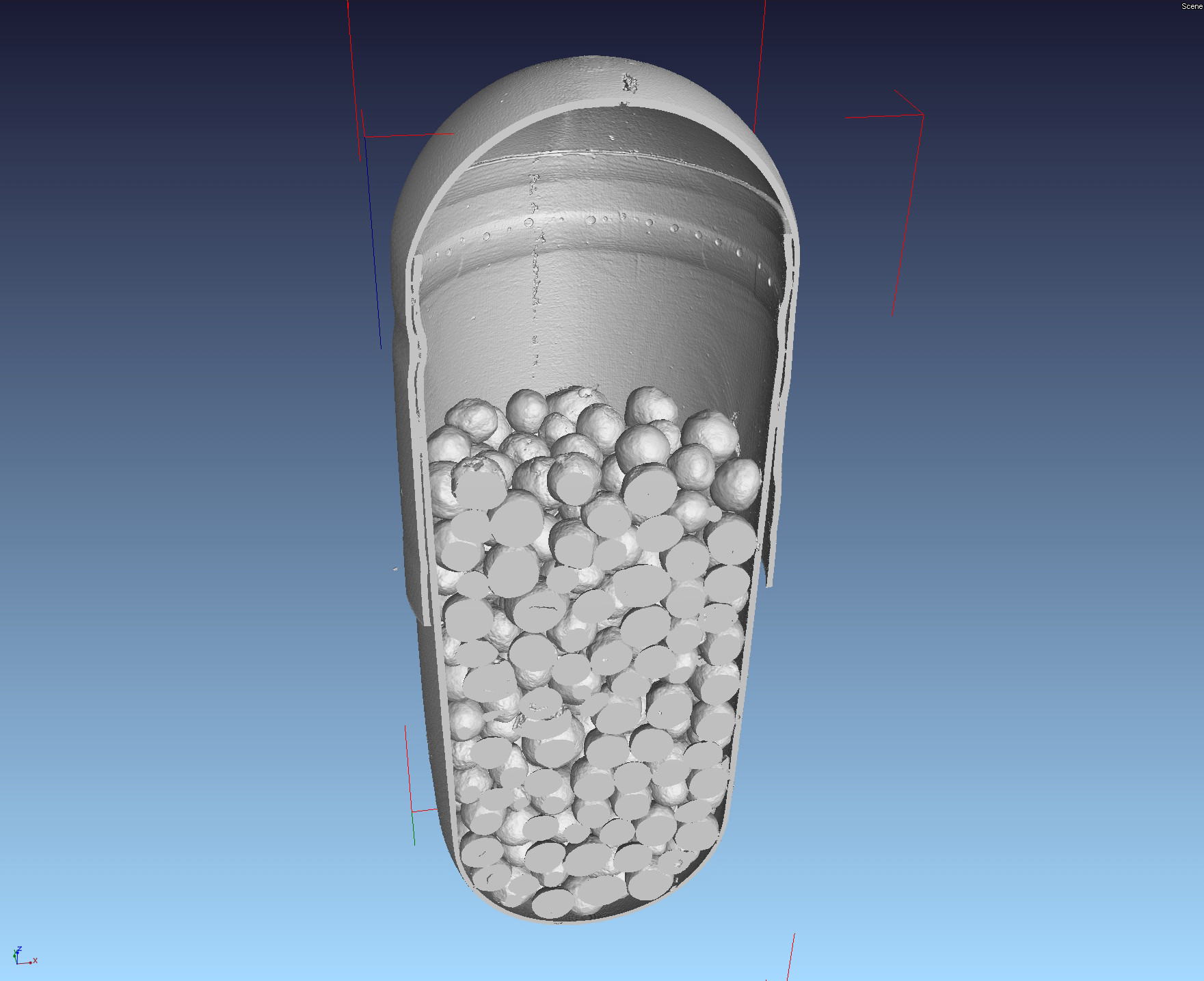
CT-Schnittbild einer Hartgelatinekapsel mit Diclofenac-Natrium.

Kapseln bestehen aus einer Kapselhülle und einer Füllung. Die Hülle besteht heute meist aus Gelatine, gelegentlich aus Cellulose oder Carrageen, früher auch aus Stärke oder Leim. Sowohl die Hülle als auch das Füllgut können mit Überzügen oder anderen Formulierungstechniken magensaftresistent gemacht werden. Solche magensaftresistente Kapseln (selten auch enterische Kapseln genannt) setzen den Wirkstoff erst im Darm und nicht bereits im Magen frei. Im Gegensatz dazu steht die Zerbeißkapsel, deren Inhalt schon im Mund freigesetzt wird und abhängig von den physikochemischen Eigenschaften durch die Mundschleimhäute resorbiert werden kann.
Während Hartkapseln bevorzugt mit festen Füllgütern, wie Pulvern, Granulaten, Tabletten oder auch kleineren Kapseln befüllt werden, sind Weichkapseln meist mit flüssigen oder pastösen Systemen befüllt. Kapseln sind in der Produktion kostenintensiver als die Herstellung von Tabletten. Jedoch zeigen Kapseln gegenüber Tabletten einige Vorteile auf. Dazu gehört die schützende Wirkung der Kapselhülle, die einerseits den Wirkstoff vor äußeren Bedingungen (z. B. Licht), aber andererseits auch den Patienten vor z. B. Geruch oder Geschmack des Wirkstoffes schützen kann. Durch die vielen Gestaltungsmöglichkeiten der Kapselhülle hinsichtlich Form, Größe und Farbe (und zum Teil Bedruckung) können der Placeboeffekt und der Wiedererkennungswert gestärkt werden. Des Weiteren sind Hartkapseln eine relativ einfach herzustellende Arzneiform, die auch gelegentlich in der Apotheke individuell hergestellt wird. Als Nachteil der Kapsel gegenüber einer Tablette sind die kompliziertere Einnahme und verkürzte Haltbarkeit zu nennen. Patienten sollen Kapseln am besten im Stehen mit viel Flüssigkeit einnehmen, damit ein Haften (der Gelatine) an der Speiseröhre verhindert wird.
Verwandte Arzneiformen: Tablette, Dragée, Pille, Filmtablette

## Geschichte
Da die meisten Menschen ungern schlecht schmeckende und/oder riechende Arzneimittel einnehmen, wurden Gelatine- und Stärkekapseln sowie Dragées entwickelt. 1834 patentierten Joseph Gerard Auguste Dublanc und sein Assistent Francois Achille Barnabe Mothes die Produktion von sogenannten capsules gelatineuses. Letzterer füllte Balsamum Copaivae in kleine, eiförmige Leimbläschen mit luftdichtem Verschluss. 1837 erhielt der Wiener Apotheker Karl Schürer von Waldheim das Privileg zur Produktion von Gelatinekapseln, die der Apotheker Johann Eduard Simon vier Jahre später in Berlin verkaufte. Für die Umhüllung übelschmeckender Arzneimittel wurde 1847 Mathilde Winkler beauftragt „elastische Kapseln“ herzustellen. Die Gelatine- oder auch Leimkapseln wurden 1890 in das DAB 3 aufgenommen. Es zeigte sich, dass sich diese Kapseln gut für die Verabreichung von fetten oder ätherischen Ölen eigneten.
Dahingegen wurden für die Einhüllung von Pulvern Stärkekapseln verwendet. Schon 1730 versuchte Christof de Pauli (1683–1754) derartig übelschmeckende Substanzen in Oblaten zu hüllen. Dieses Verfahren fand zu dieser Zeit allerdings noch keinen Anklang. Erst in den 1870er Jahren entwickelte Stanislas Limousin (1831–1887) zweiteilige Oblatenkapseln aus Stärke für pulverförmige Arzneimittel. Mithilfe von Marie Fasser, Besitzerin einer Oblatenfirma, versuchte er die Herstellungsprozesse sowie die Qualität der Kapseln zu verbessern. Sie entwickelten einen neuen Verschlussapparat, der die Zerbrechlichkeit verminderte. Danach konnten sich die „Capsula amylaceae“ schnell durchsetzen und wurden ebenfalls in das DAB aufgenommen.

## Kapselarten

### Hartkapseln

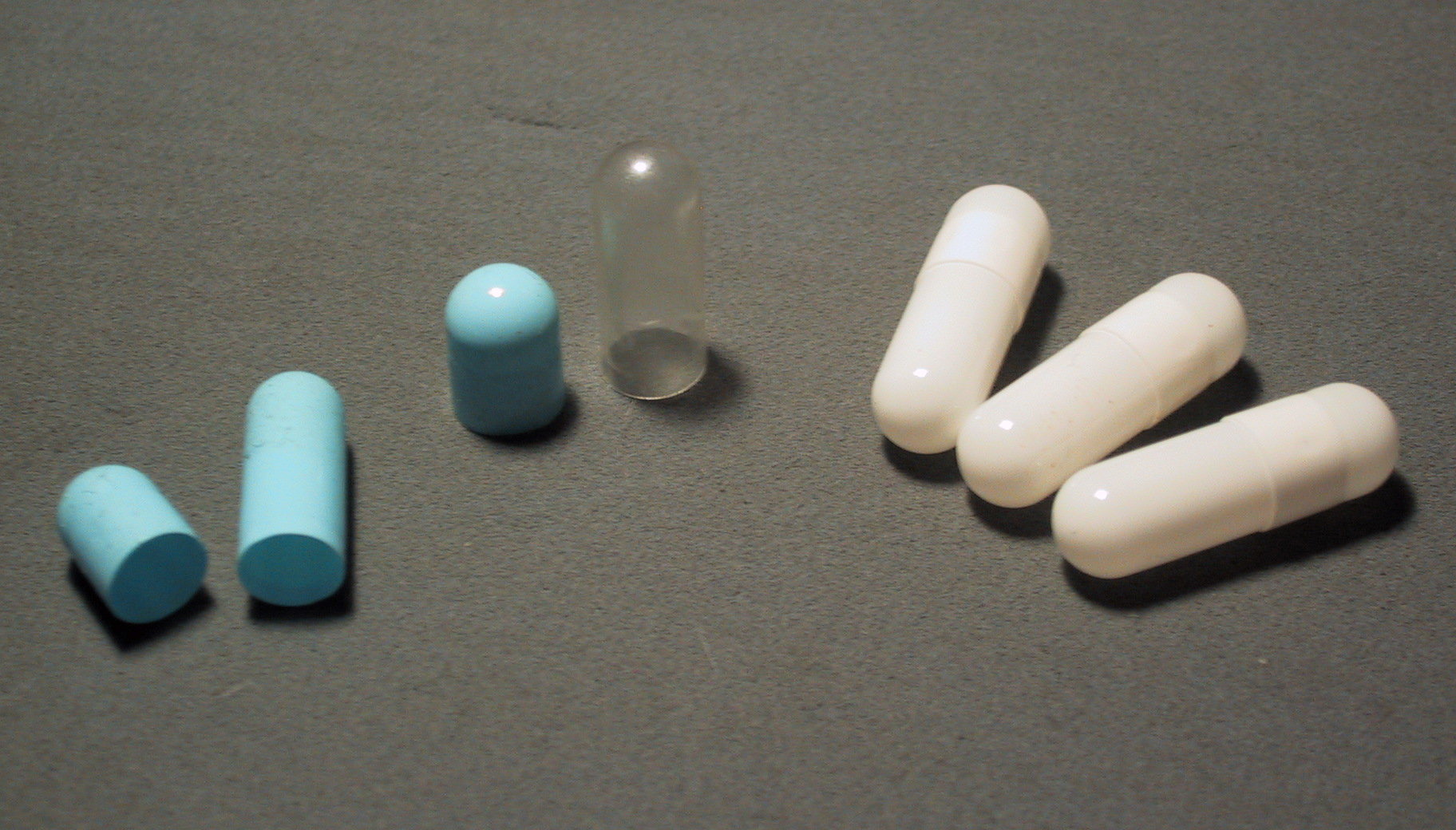
Hartgelatinekapseln, durchsichtig, undurchsichtig, geöffnet und geschlossen

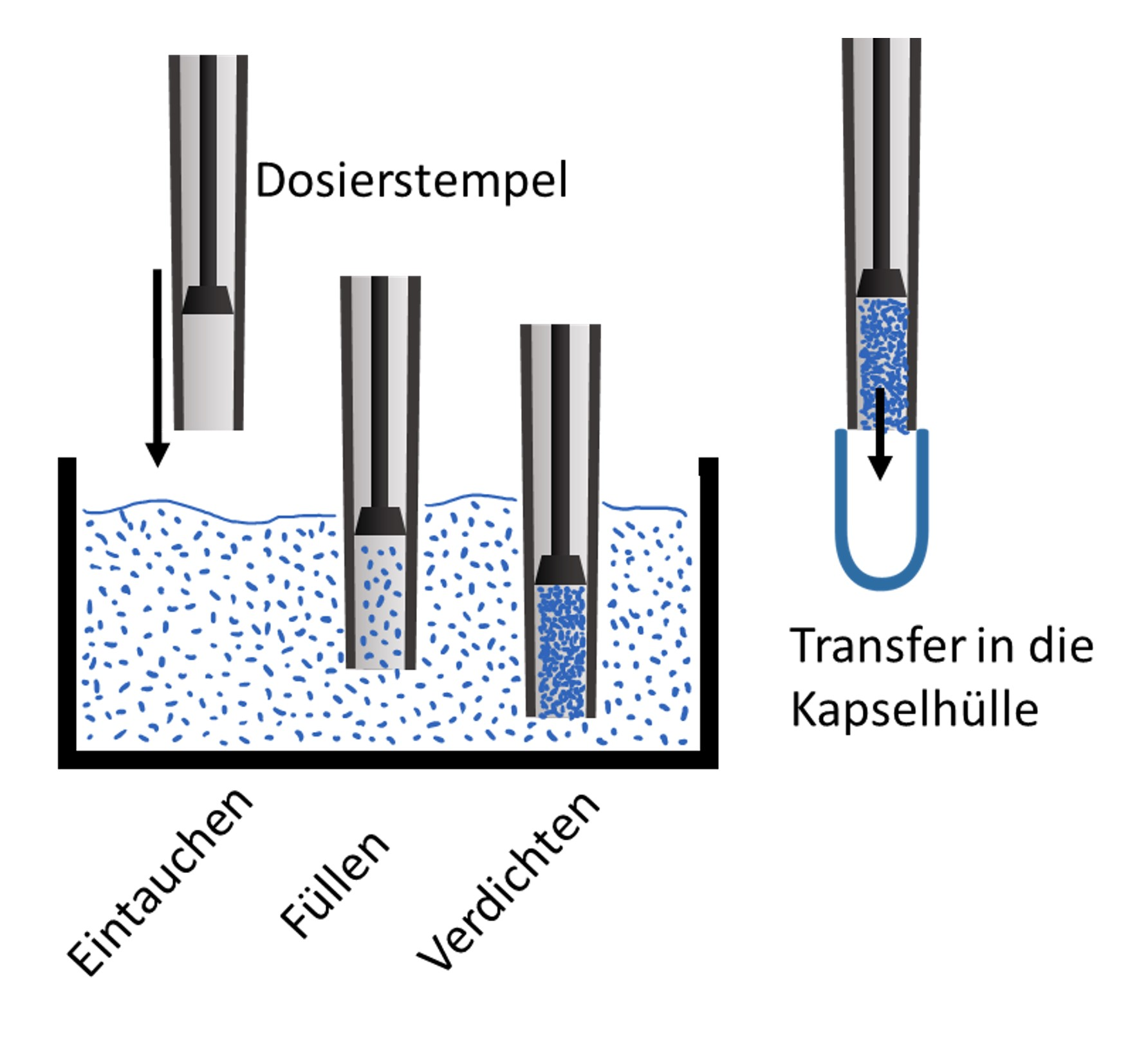
Der Röhrchendosierer ist eine alternative Dosierungs- und Befüllungsmethode von Kapseln

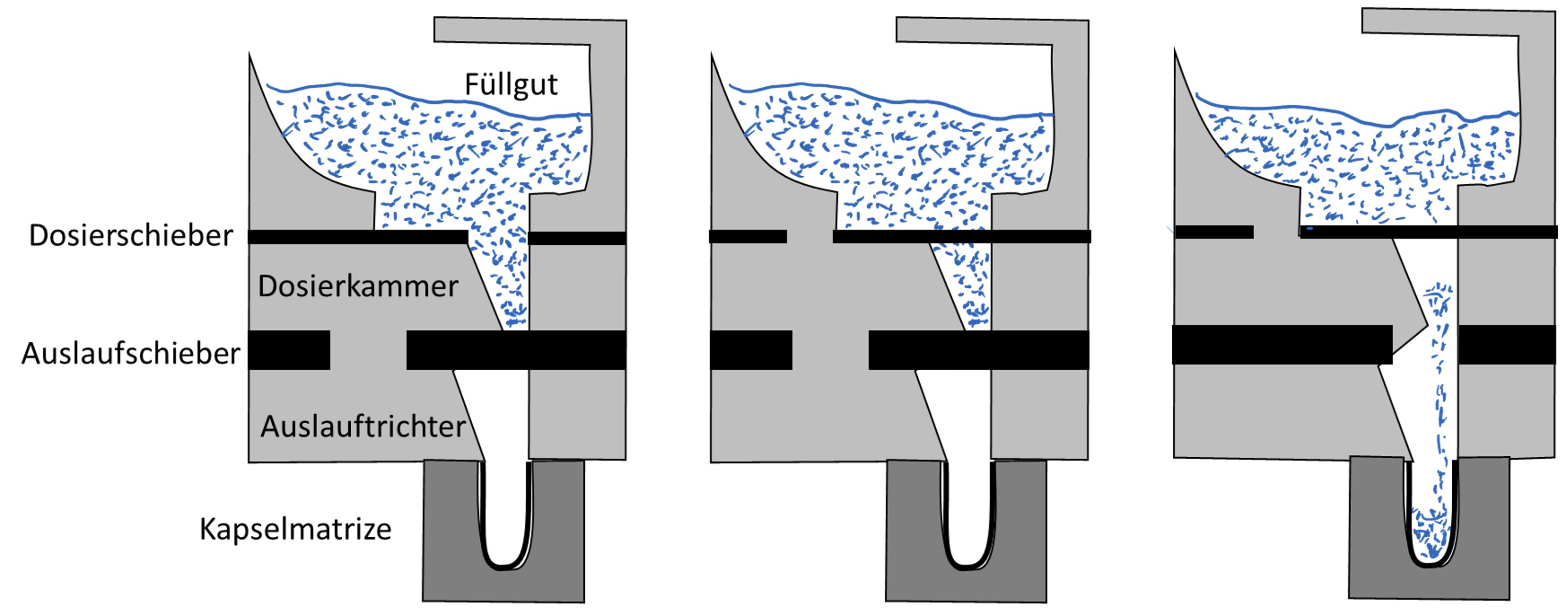
Das Doppelschiebverfahren ist eine Möglichkeit der Befüllung und Dosierung von Kapseln in der Pharmazeutischen Industrie.

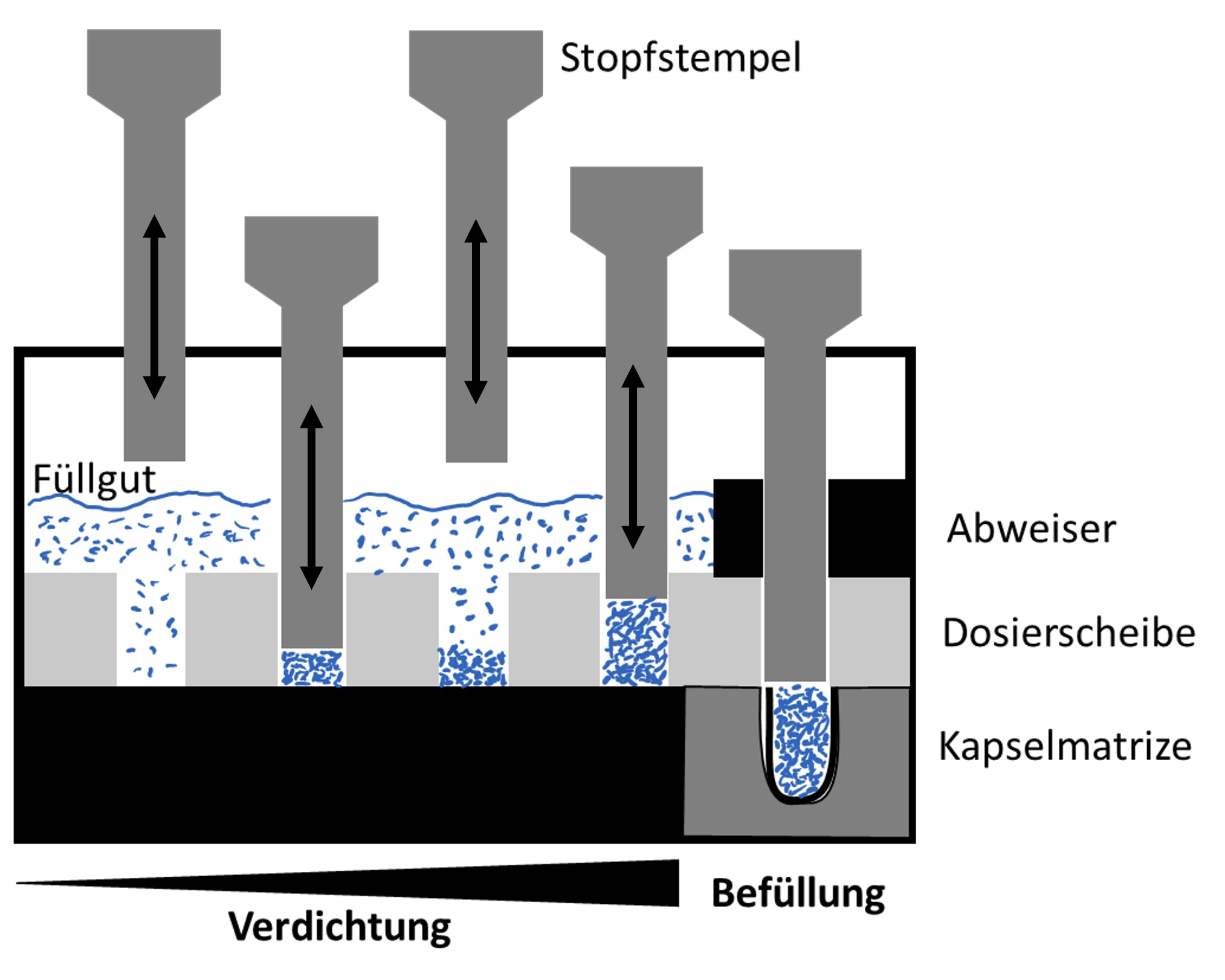
Das Stopfverfahren ist eine alternative Dosierungs- und Befüllungsmethode von Kapseln

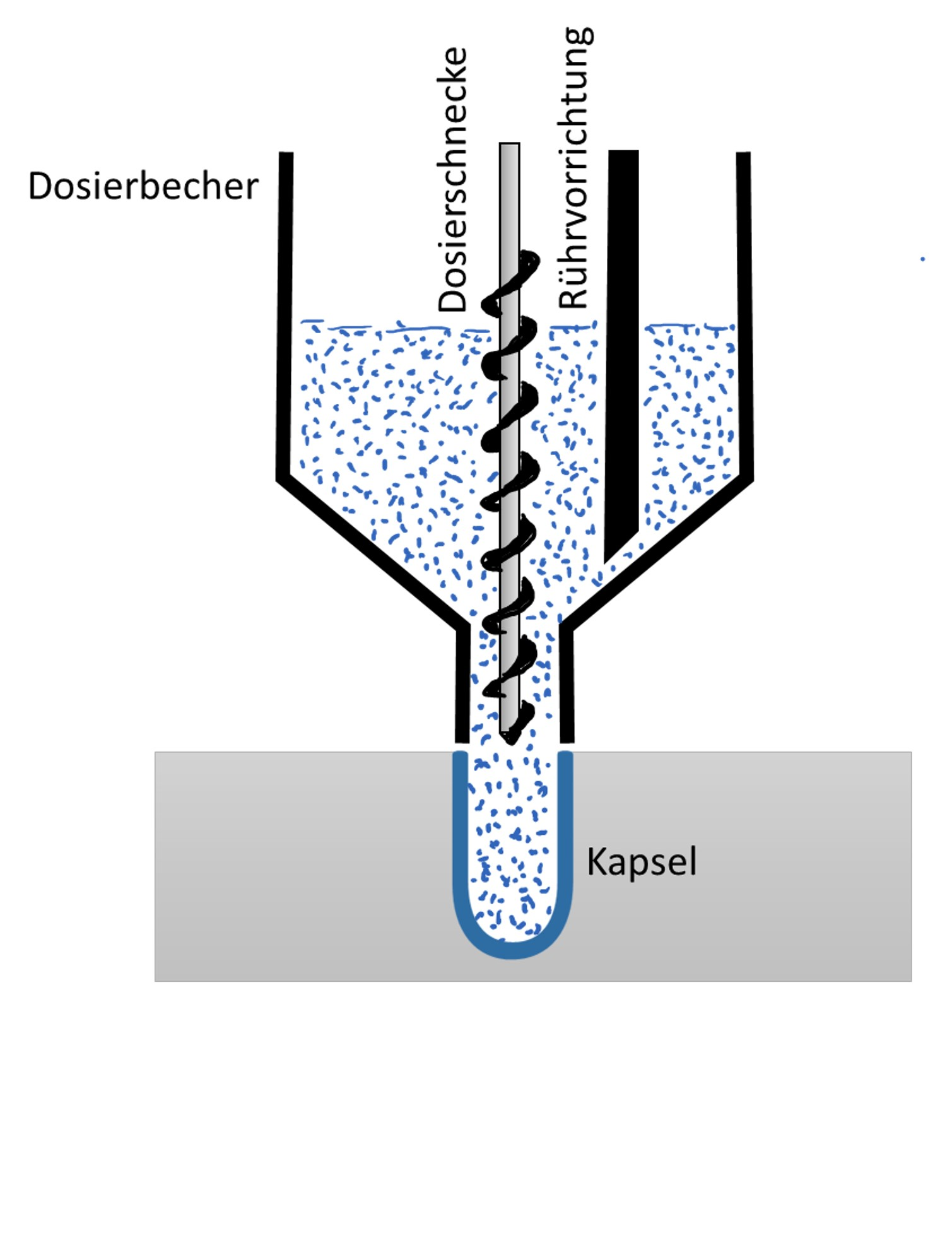
Der Schneckendosierer ist eine alternative Dosierungs- und Befüllungsmethode von Kapseln

Sie werden hauptsächlich aus einer Gelatinemasse hergestellt. Aufgrund von ethisch-kulturellen Einflüssen werden vermehrt auch andere Filmbildner wie Hydroxypropylmethylcellulose (HPMC) verwendet. Im Gegensatz zu den Weichkapseln enthalten Hartkapseln keine Weichmacher. Hartkapseln bestehen aus zwei vorgefertigten zylindrisch geformten Hohlformen mit halbkugeligen Boden. Diese ineinander steckbaren Kapselhälften gibt es in acht verschiedenen Größen (von groß nach klein: 000, 00, 0, 1, 2, 3, 4, 5), gebräuchlich sind die Größen 0–3, am häufigsten die Größe 1. Zur Erhaltung der Festigkeit und Elastizität der Kapseln, dürfen sie nicht zu trocken aber auch nicht zu feucht gelagert werden (Restfeuchte 12–14 %). Hartkapseln dienen fast ausschließlich der Aufnahme von festen Zubereitungen (Pulver, Granulate, Pellets, Mikrokapseln). Für eine gleichmäßige Dosierung sind eine möglichst einheitliche Korngröße und ein gutes Fließvermögen der Zubereitung erforderlich. Damit Hartgelatinekapseln eine mechanische Stabilität erhalten, werden sie über einen Rillen-Nocken-Mechanismus verschlossen. So wird ungewolltes Öffnen einer Kapsel verhindert. Dieses System ist als Snap-Fit bekannt. Andere Verschlusssysteme sind Star-Lock und Lok-Caps. Ist der Inhaltsstoff der Kapsel besonders feuchtigkeitsempfindlich, kann die Kapsel auch zugeklebt, zugeschweißt oder mit einer Banderole versehen werden.

#### Befüllung

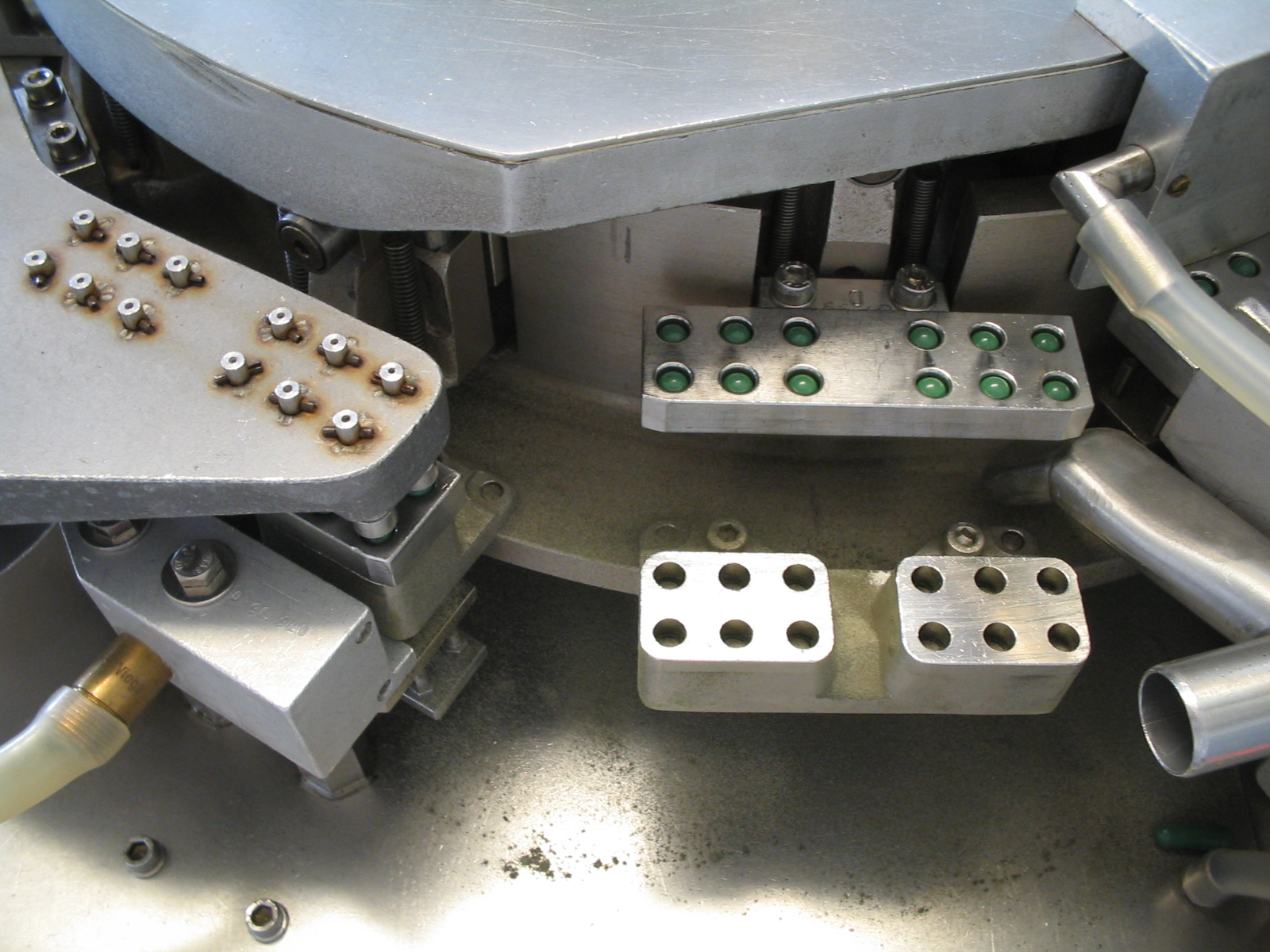
Kaspelbefüllungsmaschine der 1980er Jahre

Die Befüllung von Hartkapseln passiert meist volumendosiert. Hierzu wird in den Apotheken eine Kapselmaschine verwendet und in der Industrie verschiedene Dosierungsvorrichtungen. Beim Doppelschiebverfahren werden zwei Schieber verwendet, um das Füllgut vorzudosieren und daraufhin in eine Leerkapsel einzufüllen. Beim Schneckenverfahren transportiert eine Dosierschnecke das Füllgut in eine Kapselunterseite. Das Stopfverfahren ist gekennzeichnet von Stopfstempel, die zunächst das Füllgut innerhalb einer Dosierscheibe verdichten und daraufhin über einen Abweiser in die Leerkapsel abstreifen. Auch beim Röhrchendosierer wird zunächst das Füllgut durch mehrmaliges eintauchen in das Füllgut verdichtet. Der Dosierstempel dient danach nicht nur zur Einstellung des gewünschten Volumen, sondern stößt das Wirkstoffgemisch auch in die Kapselhülle.

#### Abmessungen von Hartkapseln
| Größe | Außenmaße         | Inhalt (dichteabhängig) | Gewicht | Volumen | 1 Teelöffel Pulver passt in | Stück/dm³    |
| ----- | ----------------- | ----------------------- | ------- | ------- | --------------------------- | ------------ |
| 000   | 2,6 cm0 × 0,97 cm | 800 mg – 1600 mg        | 158 mg  | 1,4 ml  | 04 Kapseln                  |              |
| 00    | 2,3 cm0 × 0,84 cm | 600 mg – 1200 mg        | 123 mg  | 0,91 ml | 05 Kapseln                  | 0510 Kapseln |
| 0     | 2,16 cm × 0,75 cm | 400 mg – 800 mg         | 100 mg  | 0,68 ml | 07 Kapseln                  | 0600 Kapseln |
| 1     | 1,94 cm × 0,68 cm | 290 mg – 580 mg         | 076 mg  | 0,50 ml | 10 Kapseln                  | 0950 Kapseln |
| 2     | 1,76 cm × 0,62 cm | 220 mg – 440 mg         | 061 mg  | 0,37 ml | 13 Kapseln                  | 1100 Kapseln |
| 3     | 1,57 cm × 0,57 cm | 160 mg – 320 mg         | 047 mg  | 0,30 ml | 18 Kapseln                  | 1400 Kapseln |
| 4     | 1,43 cm × 0,52 cm | 120 mg – 240 mg         | 041 mg  | 0,21 ml | 25 Kapseln                  | 2100 Kapseln |

### Weichkapseln
Weichkapseln gibt es in vielen unterschiedlichen Formen. Hauptsächlich werden Weichkapseln nach dem Rotary-Die-Prozess hergestellt. Daneben gibt es aber auch das Globex-, Accogel- oder Norton-Verfahren. Weichkapseln besitzen gegenüber den Hartkapseln eine dickere, aber elastischere, weiche Hülle. Die Elastizität wird durch Zugabe von Weichmachern, wie Sorbitol oder Glycerol mit einem Gehalt von ca. 25 %, erreicht. Weichkapseln werden bevorzugt zur Aufnahme flüssiger und halbfester Zubereitungen verwendet. Lediglich wässrige oder hygroskopische Flüssigkeiten sind wegen der Auflösung der Gelatinehülle von der Anwendung ausgeschlossen. Rektal- und Vaginalkapseln besitzen dieselben Eigenschaften.
Gelegentlich wird der Wirkstoff in die Kapselhülle eingearbeitet anstatt in die Füllung (Lutschkapseln).

#### Befüllung von Weichkapseln
Weichkapseln werden in einem Arbeitsgang geformt, gefüllt und verschlossen. Flüssige Füllgüter können direkt abgefüllt werden, während feste zunächst in einem geeigneten Hilfsstoff gelöst oder dispergiert werden, sodass eine pastenartige Konsistenz erhalten wird. Als Füllgut werden hauptsächlich pumpfähige Lösungen, Suspensionen oder Emulsionen eingesetzt. Je nachdem welche Substanzen als Füllgut verwendet werden, kann es zur Migration von Füllgut und Kapselhülle kommen. Wasser oder wasserhaltige Gemische werden daher zur Befüllung von Weichgelatinekapseln nicht verwendet, Ethanol und Glycerol nur in kleinen Mengen. Als geeignetes Füllgut dienen Pflanzenöl/Wachs, Paraffinöl/Hartparaffin und Macrogole. Durch Lecithinzusätze kann zusätzlich die Pumpfähigkeit des Füllgutes verbessert werden. Auf eine Partikelgröße von unter 100 μm bei den Wirkstoffen und anderen Bestandteilen ist zu achten, da es ansonsten zu Verstopfung der Füllkanäle kommen kann. Die Befüllung von Weichkapseln kann mit bestimmten industriellen Verfahren durchgeführt werden, wie z. B. dem Tropfverfahren, dem Norton-Verfahren, dem Accogel-Verfahren oder mit dem Scherer-Verfahren.
Die Herstellung von Weichgelatinekapseln ohne Naht erfolgt mit dem Tropfverfahren, auch Globex- oder Blasverfahren genannt. Mit Hilfe einer konzentrischen Doppelkapillare kann das lipophile Füllgut aus den Düsen fließen. Aus einem Rohr, welches diese Düse ummantelt, fließt eine warme Gelatinelösung. An der Mündung der Kapillare fließen Füllgut und Gelatinelösung zusammen. Beim Auskühlen um das Füllgut bildet sich eine nahtlose Weichgelatinekapsel aufgrund günstiger Grenzflächenspannung. Die Kapsel tropft dann in eine kühle Paraffinlösung. Es entstehen runde Kapseln, die keine Lufteinschlüsse enthalten. Das Globex-Verfahren wird in den meisten Fällen zur Verkapselung von Ölen verwendet. Die Kapselgröße ist durch Variieren der Maschine bestimmbar. Mit dem Tropf-Verfahren lassen sich bis zu 5000 Kapseln die Stunde produzieren.
Mit dem Accogel-Verfahren kann man flüssige, pastöse und sogar Pulver verkapseln. Die Formwalze besitzt Kanäle im Boden, durch die ein Vakuum angelegt werden kann und wodurch sich längliche Taschen bilden. Das Vakuum ermöglicht, dass sich die Gelatine in eine Mulde der Walze saugt. Diese Taschen nehmen das Füllgut auf. Mit Hilfe einer zweiten Formwalze wird ein weiteres Gelatineband auf die erste gelegt und durch Aufpressen verschlossen und verschweißt. Durch das Vakuum ist die Naht seitlich angelegt. Mit dem Accogel-Verfahren lassen sich pro Stunde 25.000 bis 60.000 Weichkapseln herstellen.
Mit dem Norton-Verfahren lassen sich längliche, sackartige Kapseln formen. Auch hier arbeitet man mit Gelatinebändern, die von beiden Innenseiten der Kapselformungsmaschine hin geführt werden. Das Füllmaterial wird mit Hilfe von Einfüllkanülen in die Taschen der Kapselformung gefüllt, gleichzeitig werden zwei Gelatinebänder um eine Kapsellänge vorgerückt, sodass beide Formteile aneinander zusammen gepresst werden. Die Formteile bewegen sich alternierend zusammen und wieder auseinander und stanzen nach und nach die Weichgelatinekapseln aus.
Das heute bekannteste Verfahren zur Herstellung von Weichgelatinekapseln ist das Scherer-Verfahren. Mit diesem Verfahren lassen sich 100.000 Kapseln pro Stunde produzieren. Kapselbefüllung und Herstellung erfolgen in einem Arbeitsgang. Die Herstellung von ovalen, oblongen, tropfenförmigen und ampullenförmigen Kapseln ist möglich. Mit ihr lassen sich jedoch keine Pulver verkapseln, diese müssen vorher zu einer Suspension oder Paste verarbeitet werden. Die Maschine besitzt zwei Formwalzen, die miteinander rotieren. Auf diese Formwalzen laufen Gelatinbänder, die aus 40 % Gelatine, 30 % Glycerol und 30 % Wasser bestehen. Das Füllgut wird zwischen beiden Formwalzen hinzugegeben und durch Wärmeentwicklung werden die beiden Gelatinebandhälften aneinander geschweißt. Die hergestellte Weichgelatinekapsel wird gekühlt. Danach wird sie mit organischen Lösungsmitteln gewaschen und bei 30 % Luftfeuchtigkeit und Raumtemperatur getrocknet.

### Mikrokapseln
Mikrokapseln sind feste Partikeln oder Flüssigkeitströpfchen, die mit einem Gelatinemantel oder anderen Substanzen (arabischem Gummi oder anderen Polymeren z. B. Stärke, Cellulose) überzogen werden. Sie haben eine Größenordnung von Nanometer bis zu wenigen Millimeter. Mikroverkapselte Substanzen sind rieselfähige Pulver und werden meist als Zwischenprodukt in der Arzneiformung eingesetzt. Die Vorteile von Mikroverkapselung sind, dass Flüssigkeiten sich in trockene Pulver überführen lassen und ohne Schwierigkeiten zu Feststoffzubereitungen verarbeitet werden können. Unangenehmer Geruch oder Geschmack kann so verdeckt werden, flüchtige Stoffe werden fixiert. Das Hüllmaterial der Mikrokapseln bietet Schutz vor äußeren Einflüssen (Licht, Luft, Feuchtigkeit). Durch die Mikroverkapselung lassen sich auch unverträgliche Arzneistoffe miteinander verarbeiten. Durch die entsprechende Verarbeitung können auch magensaftresistente Kapseln oder Kapseln mit verzögerter Wirkstofffreisetzung hergestellt werden.

### Magensaftresistente Kapseln
Das europäische Arzneibuch definiert magensaftresistente Kapseln als Kapseln mit verzögerter Wirkstofffreisetzung. Sie sind somit Kapseln mit veränderter Wirkstofffreisetzung zuzuordnen. Magensaftresistente Kapseln sind in saurem Milieu, wie dem Magensaft, beständig. Die Wirkstoffe werden erst nach der Magenpassage im Duodenum, Jejunum oder Ileum freigesetzt, wo ein eher neutrales Milieu vorliegt. Es können sowohl Hart- als auch Weichkapselhüllen magensaftresistent überzogen sein. In der Regel sind die Kapseln allerdings mit magensaftresistenten Granulaten, Tabletten, oder Pellets gefüllt. Der genaue Freisetzungsort wird jeweils von der Art der verwendeten Überzüge bestimmt. Beim sogenannten Kolontargeting werden Überzüge verwendet, die sich in noch höheren pH-Werten auflösen als im Duodenum.
Magensaftresistente Überzüge bestehen aus synthetischen Polymeren wie beispielsweise Polymethacrylaten, Vinylacetat-Vinylpyrrolidon-Copolymeren, Polyvinylacetatphthalaten oder PEG-Polyvinylalkohol-Copolymeren. Zudem kommen auch halbsynthetische Polymere in Form von Cellulosederivaten wie Celluloseether oder -ester zur Verwendung. Natürliche Polymere wie beispielsweise das Schellack werden aufgrund des schnellen Alterungsprozesses und variierender Zusammensetzung nur noch selten verwendet.
Je nach Art der Magensaftresistenz schreibt das europäische Arzneibuch unterschiedliche Prüfungen vor. Magensaftresistente Hüllen müssen einer abgewandelten Prüfung auf Zerfallszeit (2.9.1) entsprechen. Die verwendete Apparatur besitzt ein Gestell aus einem Siebboden mit 6 Prüfröhrchen, in die die einzeldosierten Arzneiformen gegeben werden. Die Apparatur temperiert ein Liter des in der jeweiligen Monographie vorgeschriebenen Mediums (hier: 0,1 N Salzsäure) auf ca. 37 °C. Für zwei Stunden taucht das Gestell oszillierend in das Medium ein. Nach Ablauf der Zeit werden die einzeldosierten Arzneiformen untersucht. Die magensaftresistenten Kapseln dürfen keinerlei Schäden aufweisen, die auf die Freisetzung des Inhalts rückschließen lassen. Das Medium wird nun durch Phosphatpuffer mit einem pH-Wert von 6,8 ersetzt, eine Scheibe auf jede Kapsel gelegt und eine Stunde in Betrieb genommen, wobei der Zerfall für jede Kapsel eintreten muss.

### Stärkekapseln
Stärkekapseln werden in speziellen Oblatenbäckereien aus Weizenstärke und Weizenmehl hergestellt. Es gibt zwei verschiedene Formen. Die erste Form besteht aus einer Schüssel und einem Deckel (größerer Durchmesser). Die zweite Form besteht aus zwei gleichen Teilen, die nach der Abfüllung am Rand zusammengeklebt werden. Das Fassungsvermögen von Stärkekapseln liegt zwischen 0,2 und 1,5 g Pulver. Zur Erleichterung der Einnahme der Kapseln werden diese kurz in Wasser getaucht. Dadurch wird die Kapsel schlüpfrig, zerfällt aber nicht. Stärkekapseln sind ausschließlich zur Aufnahme von trockenem Pulver geeignet. Wegen der Empfindlichkeit gegenüber Feuchtigkeit und mechanischer Beanspruchung und vor allem wegen der unbefriedigenden Zerfalleigenschaften finden Stärkekapseln heute fast keine Verwendung mehr.